# اثوب (المهرة)

تعديل مصدري - تعديل

اثوب هي إحدى قرى  بمديرية حات التابعة لمحافظة المهرة، بلغ تعداد سكانها 35 نسمة حسب تعداد اليمن لعام 2004.